# 陸軍特殊船

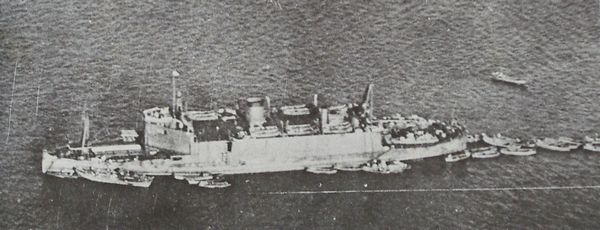
1938年、バイアス湾上陸作戦時の「神州丸」。船尾ハッチ等から大発・小発を発進ないし収容中で、後部甲板には装甲艇を搭載している

陸軍特殊船（りくぐんとくしゅせん）は、大日本帝国陸軍向けに建造された特別な輸送船。上陸用舟艇と上陸部隊を同時に輸送するとともに、当初計画では航空機の輸送・発進も盛り込まれており、強襲揚陸艦の先駆けとも評される。

## 開発に至る経緯
日清戦争・日露戦争において日本軍は渡洋上陸作戦を展開して戦争に勝利したが、その大きな特徴が、船舶輸送が海軍ではなく陸軍の責任だったことにある。1910年の第一改正海戦要務令には、「陸兵輸送の業務は陸軍に属す（中略）護衛は海軍を以てす」と、陸軍が船舶輸送の主体であることが明示されている。一方、上陸作戦においては、もともとはイギリス軍に範をとって海軍陸戦隊の先導下で陸軍部隊が上陸するという手順を採用しており、海軍の役割も大きかった。日本軍は第一次世界大戦における青島の戦いで上陸戦を体験した（日独戦争）。
第一次世界大戦の中東戦域では、ガリポリの戦いで大規模な上陸戦が繰り広げられた。この戦闘で艦砲射撃の効果が少なかったことから、海軍は艦艇によって地上砲台に挑むことの困難さを再確認し、折から軍艦の精巧化に伴って艦艇乗員の専門化が進み、陸戦隊の維持が負担となっていたこともあって、上陸作戦への主体的関与を薄めていった。このことから、日本軍の上陸作戦は陸軍が主導するようになり、1927年から1932年にかけて陸海軍協同で制定された「上陸作戦綱要」において明文化された。
陸軍もガリポリの戦いの研究を進めており、その成果を踏まえて奇襲の重要性に着目するとともに、敵前上陸のための自走舟艇の開発や上陸前後の弱点を補足する海空戦力による強力な掩護を求めるようになった。まず世界初の実用的上陸用舟艇として、人員を輸送・揚陸するための小発動艇（小発）、火砲・車両等の輸送に対応した大発動艇（大発）が開発されて、1932年の第一次上海事変の際の七了口上陸作戦において早速実戦投入された。
七了口上陸作戦では小発動艇17隻と大発動艇8隻、装甲艇2隻が投入された。上陸部隊と舟艇は別々に七了口沖まで輸送され、洋上で部隊が舟艇に移乗して上陸を行っており、作戦は成功したとはいえ、舟艇の運用方法は煩雑で、改良が求められた。この解決策として考案されたのが、舟艇と上陸部隊を同時に輸送できる専用の輸送船の開発であり、これは陸軍特殊船（陸軍特種輸送船）と呼称されることになった。

## 「神州丸」の建造
最初に建造されたのが「神州丸」で、当初は陸軍が独自に開発する予定であったが、船舶設計の経験不足のために途中から海軍艦政本部の協力を得ており、以後の作業は順調に進められた。
開発にあたって陸軍が提示した要望事項のうち、特筆すべきものとして、航空機の輸送・発進能力がある。陸軍は、1918年頃よりフィリピンやグアムの攻略を中心とした対米作戦計画の検討に着手、1923年頃には既にかなり具体化していた。当時の計画の航空戦についての部分では、上陸船団への掩護や上陸前・上陸時の航空撃滅戦は海軍が担当する一方、陸軍も偵察機によって地上部隊上陸後の戦闘に協力することとなっていたが、当時の日本の土木作業力では上陸後に飛行場を設置するのに時間がかかり、上陸直後の重要な戦機に航空部隊の協力を得られない恐れがあった。このことから、特殊船からも飛行機を射出することで、飛行場の完成を待たずに飛行機を上陸作戦に投入することを構想したものであった。ただし陸軍が要望した飛行甲板の装着は不可能とわかり実行されず、またカタパルトも竣工後に実験は行ったもののまもなく撤去され、航空機を輸送する能力は維持されたものの、搭載機による上陸作戦協力は結局実現せずに終わった。
これにより、上陸用舟艇と上陸部隊の輸送船としての設計方針が確立された。中甲板は船の全長にわたる大発格納庫とされており、甲板にレールを敷設して、大発は兵員や装備・物資を搭載したままでこの上を移動、船尾に引き出して、吃水線部に設けられた大きなカバーを開いて進水（泛水）させることができた。中甲板のほか、船首と船尾の上甲板にも大発を搭載することができ、これを含めると最大で30隻の搭載が可能であった。一方、上部構造物内には上陸部隊のための居住区が設けられ、2,000名以上を収容可能であった。

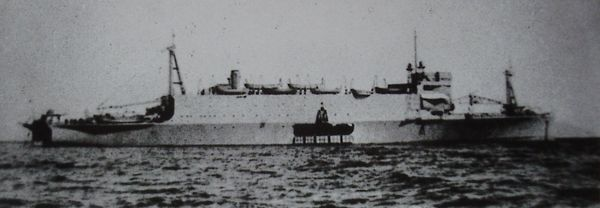
「神州丸」船尾のハッチと舷側のハッチがいずれも開いている状態。前部・後部の大型デリック、中部甲板上の小発とダビット、後部甲板上に搭載された装甲艇などがわかる
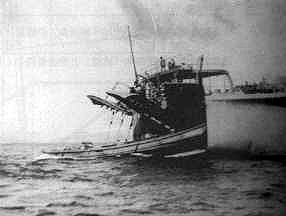
船尾ハッチ（船尾泛水扉）を開き泛水作業中の状態。大発が発進している。

## 量産化と設計変更
「神州丸」は1933年に起工し、1935年に竣工している。陸軍はこれを成功と評価し、その実績を踏まえて、同様の船舶の追加建造を計画した。当初は16隻の追加建造が要望されたものの、予算や建造枠の問題から、結局は11隻のみが認められた。また建造予算が一般民間商船の計画建造の枠内となったため、「神州丸」と同様の秘匿扱いは不可能となった。
このためもあり、11隻のうち7隻は「神州丸」の実績を踏まえた輸送揚陸能力を備えつつ、外観は一般の貨客船・貨物船に似せて、甲型と称された。甲型の他に、乙型、丙型の区分も設けられた。4隻は、輸送揚陸能力に加えて「神州丸」で実現しなかった航空運用能力の付与を目指し、全通飛行甲板を備えた丙型として計画された。着艦能力は持たず、飛び立ったらそのまま陸上の飛行場へと送り込まれる構想であった。
丙型の1番船となる「あきつ丸」は1942年1月に竣工した。しかし「神州丸」の計画当時と比べて、航空機の高性能化に伴う大重量化が進んでおり、同船の簡素な航空艤装で運用できるような機体では、戦力として期待し難い状況となっていた。このため、同じく丙型として計画されていた「にぎつ丸」は甲型に準じた設計に変更されて竣工した。戦時標準船が建造されるようになると、戦標船をベースにしたM甲型、M丙型と呼称された。
その後、1944年に入ってアメリカ海軍の潜水艦の活動が活発化すると、三式指揮連絡機やカ号観測機のように特殊船でも運用可能な機体でも対潜戦には有用なことが着目され、海上輸送中の護衛空母としても期待されるようになり、残り2隻は計画通り丙型として建造されることになった。ただし戦局の窮迫に伴って結局はこのような運用もなされず、格納庫を用いた航空機の輸送などを行うのみで終戦を迎えることとなった。

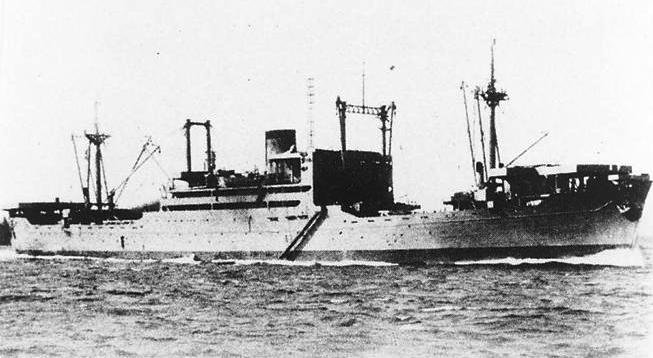
「吉備津丸」。甲型に属し、外観は貨客船風となっている。
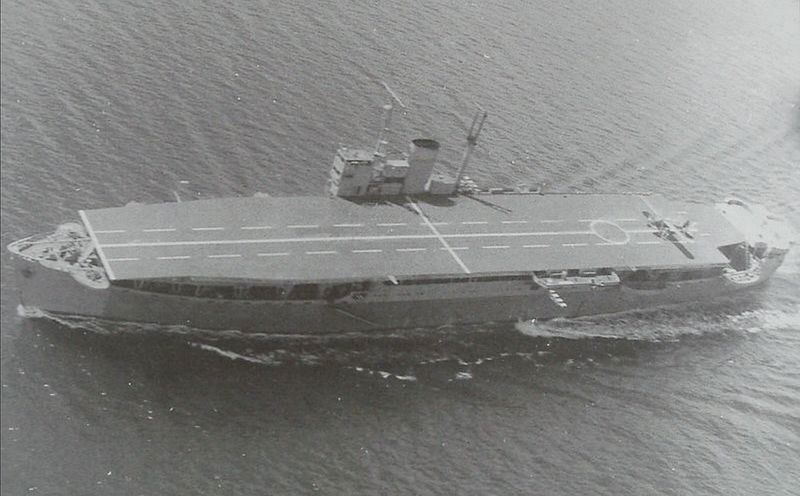
「あきつ丸」。丙型に属し、全通飛行甲板を備える[注 5]。

### 一覧表
| 船名     | 運航者   | 造船所   | 総トン数 | 船型               |
| -------- | -------- | -------- | -------- | ------------------ |
| あきつ丸 | 日本海運 | 播磨造船 | 10,000   | 丙型               |
| 摩耶山丸 | 三井船舶 | 三井造船 | 10,000   | 甲型               |
| にぎつ丸 | 日本海運 | 播磨造船 | 10,000   | 甲型（計画は丙型） |
| 吉備津丸 | 日本郵船 | 日立造船 | 10,000   | 甲型               |
| 玉津丸   | 大阪商船 | 三井造船 | 10,000   | 甲型               |
| 高津丸   | 山下汽船 | 浦賀船渠 | 5,000    | 甲型（小型）       |
| 日向丸   | 日産汽船 | 日立造船 | 10,000   | 甲型               |
| 摂津丸   | 大阪商船 | 日立造船 | 10,000   | 甲型               |
| 熊野丸   | 川崎汽船 | 日立造船 | 10,000   | 丙型               |
| ときつ丸 | 日本海運 | 日立造船 | 10,000   | 丙型               |
| 船名未定 | 未定     | 浦賀船渠 | 5,000    | 甲型（小型）       |